# Pampilhosa
Pampilhosa es una freguesia portuguesa del concelho de Mealhada, con 13,60 km² de superficie y 4098 habitantes (2011). Su densidad de población es de 301,3 hab/km².